# Кошмар (фильм, 1896)
«Кошмар» (фр. Le Cauchemar , 1896) — французский короткометражный художественный немой фильм Жоржа Мельеса.

## Сюжет
Мужчина с пышными усами и бородой не может уснуть. Поворочавшись в постели, он вскакивает, будто бы просыпаясь от кошмара (при этом декорации меняются), и видит, что рядом с ним на кровати сидит прекрасная девушка. Он начинает с ней флиртовать, просит поцеловать его и тянется обнять, но девушка превращается в ужасное существо в костюме и с банджо. Человек пытается его прогнать, но существо превращается в арлекина и убегает в сменившиеся декорации — теперь на заднем плане открытое окно. Человек показывает в окно пальцем, в этот момент приближается антропоморфная луна и кусает его за руку. Мужчина ударяет по луне, она отдаляется, однако ликовать спящему недолго — возвращается жуткая троица. Они смеются над ним и корчат рожи, после чего человек просыпается, успокаивается и снова ложится спать.

## В ролях
- Жорж Мельес